# Mrémani
Mrémani – miasto na Komorach; na wyspie Anjouan. Według spisu ludności, w 2003 roku liczyło 5480 mieszkańców